# وانگ ژلین
وانگ ژلین (انگلیسی: Wang Zhelin؛ زادهٔ ۲۰ ژانویهٔ ۱۹۹۴) بازیکن بسکتبال اهل چین است.
از باشگاه‌هایی که در آن بازی کرده‌است می‌توان به باشگاه بسکتبال فوجیان اشاره کرد.
وی در مسابقات کشوری و بین‌المللی در مجموع برندهٔ ۲ مدال طلا، ۱ مدال برنز شده‌است.